# Helophilus
Cet article possède des paronymes, voir Halophilus et Hylophilus.
Genre
Helophilus est un genre d'insectes diptères du sous-ordre des Brachycera (les Brachycera sont des mouches muscoïdes aux antennes courtes), de la famille des Syrphidae.

## Description
Les Helophilus par leur aspect ressemblent aux guêpes. Tous les adultes ont un thorax rayé longitudinalement très typique associé à un abdomen rayé transversalement.

## Systématique
Le genre a été décrit par l'entomologiste allemand Johann Wilhelm Meigen en 1822.

### Synonymie
- Asemosyrphus Bigot, 1882
- Pilinasica Malloch, 1922
- Palaeoxylota Hull, 1950
- Heliophilus Faust 1890

### Taxinomie
Il existe deux sous-genres :
- Helophilus (Helophilus)
  - Helophilus affinis Wahlberg, 1844
  - Helophilus bilinearis Williston, 1887
  - Helophilus borealis Staeger, 1845[1]
  - Helophilus bottnicus Wahlberg, 1844
  - Helophilus celeber Osten Sacken, 1882
  - Helophilus consimilis Malm, 1863
  - Helophilus continuus Loew, 1854
  - Helophilus contractus (Claussen & Pedersen, 1980)
  - Helophilus distinctus Williston, 1887
  - Helophilus divisus Loew, 1863
  - Helophilus fasciatus Walker, 1849
  - Helophilus frutetorum (Fabricius, 1775)
  - Helophilus groenlandicus (Fabricius, 1780)
  - Helophilus hybridus Loew, 1846
  - Helophilus insignis Violovitsh, 1979[1]
  - Helophilus intentus Curran and Fluke, 1922
  - Helophilus interpunctus (Harris, 1776)
  - Helophilus kurentzovi (Violovitsh, 1960)
  - Helophilus laetus Loew, 1863
  - Helophilus lapponicus Wahlberg, 1844
  - Helophilus latifrons Loew, 1863
  - Helophilus lineatus (Fabricius, 1787)
  - Helophilus lunulatus Meigen, 1822
  - Helophilus neoaffinis Fluke, 1949
  - Helophilus obscurus Loew, 1863
  - Helophilus obsoletus Loew, 1863
  - Helophilus oxycanus (Walker, 1852)
  - Helophilus parallelus (Harris, 1776)
  - Helophilus pendulus (Linnaeus, 1758)
  - Helophilus perfidiosus (Hunter, 1897)
  - Helophilus pilosus Hunter, 1897
  - Helophilus relictus (Curran & Fluke, 1926)
  - Helophilus rex (Curran & Fluke, 1926)
  - Helophilus sapporensis Matsumura, 1911
  - Helophilus sibiricus Smirnov, 1923[1]
  - Helophilus stipatus Walker, 1849
  - Helophilus transfugus (Linnaeus, 1758)
  - Helophilus trivittatus (Fabricius, 1805)
  - Helophilus turanicus Smirnov, 1923[1]
  - Helophilus versicolor (Fabricius, 1794)
  - Helophilus virgatus Coquillett, 1898
- Helophilus (Pilinasica)[2]
  - Helophilus antipodus Schiner, 1868
  - Helophilus campbelli (Miller, 1921)
  - Helophilus campbellicus Hutton, 1902
  - Helophilus cargilli Miller, 1911
  - Helophilus chathamensis Hutton, 1901
  - Helophilus cingulatus Fabricius, 1775
  - Helophilus hectori Miller, 1924
  - Helophilus hochstetteri Nowicki, 1875
  - Helophilus ineptus Walker, 1849
  - Helophilus montanus (Miller, 1921)
  - Helophilus seelandicus Gmelin, 1790
  - Helophilus taruensis Miller, 1924

### Espèces rencontrées en Europe
- Helophilus affinis Wahlberg 1844
- Helophilus bottnicus Wahlberg 1844
- Helophilus continuus Loew 1854
- Helophilus groenlandicus (Fabricius 1780)
- Helophilus hybridus Loew 1846
- Helophilus lapponicus Wahlberg 1844
- Helophilus pendulus (Linnaeus 1758)
- Helophilus trivittatus (Fabricius 1805)

## Espèces fossiles
- Helophilus nothobombus Kotthoff and Schmid 2005
- Helophilus villeneuvi Théobald 1937